# Australian Book Review
Australian Book Review (ABR) är Australiens ledande bokrecenserande publikation och grundades 1961 som en självständig ideell organisation som publicerar artiklar, recensioner, kommentarer, essäer och fiktion.
Utgivare är poeten Peter Rose.